# Spalona Strażnica

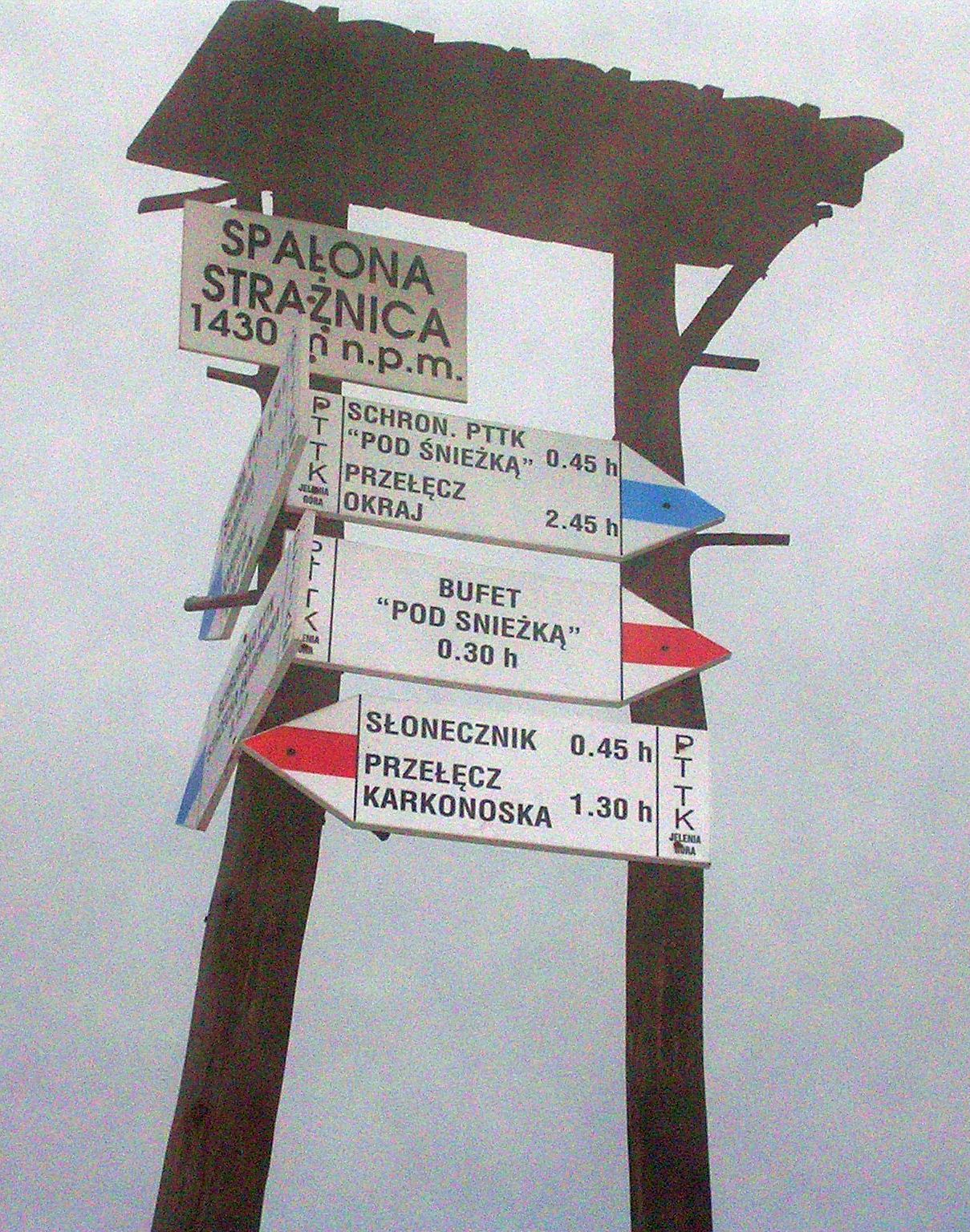
Skrzyżowanie szlaków na Spalonej Strażnicy

Spalona Strażnica (niem. Tellerhörnige) – rozdroże w grzbiecie głównym Karkonoszy na zachodnim krańcu Równi pod Śnieżką na wysokości 1430 m n.p.m. Rozdroże pokryte jest częściowo kosodrzewiną, częściowo torfowiskami subalpejskimi i tufurami. Na rozdrożu zbiegają się droga jezdna na Śnieżkę i droga prowadząca główną granią Karkonoszy.
Nazwa pochodzi od strawionej przez pożar strażnicy.

## Szlaki turystyczne
- Droga Przyjaźni Polsko-Czeskiej ze Szrenicy na Przełęcz Okraj
- z Karpacza na Przełęcz Okraj[2]